# Партия национальной интеграции (Коста-Рика)
Партия национальной интеграции (исп. Partido Integración Nacional; PUSC) — политическая партия в Коста-Рике, основанная в 1996 году. Партия в основном поддерживает бессменного лидера кандидата Вальтера Муньоса Сеспедеса, врача из Сан-Хосе, пятикратного кандидата в президенты, обычно получающего около 1 % или менее голосов.

## Политическая позиция
Партия была основана в 1996 году. Впервые участвовала во всеобщих выборах в 1998 году, на которых она получила единственное место, которое занял Вальтер Муньос Сеспедес, который также был их кандидатом на президентских выборах, где он занял четвертое место с 1,4 %. Однако партия потеряла свое единственное место на выборах 2002 года после того, как получила лишь 1,7 % голосов. На президентских выборах в том же году Муньос занял шестое место, набрав всего 0,4 %. На выборах 2010 года партия получила всего 0,8 % голосов и осталась без парламентского представительства, в то время как Муньос набрал всего 0,17 % голосов на президентских выборах. На этих выборах кандидатом в вице-президенты от партии был исторический лидер левых и профессор Альваро Монтеро Мехиа. Однако за две недели до выборов партия прекратила свою собственную кампанию и поддержала Оттона Солиса из Партии гражданского действия, чтобы создать прогрессивный альянс против Лауры Чинчилья, кандидата от Партии национального освобождения, которая, тем не менее, победила с большим преимуществом.
На выборах 2014 года Муньос снова был кандидатом как в президенты, так и в законодательные органы, набрав около 3 тыс. голосов (0,21 %), кандидатом с наименьшим количеством голосов на этих выборах. На муниципальных выборах в Коста-Рике в 2016 году партия выиграла место в совете кантона Санта-Крус для своего кандидата Аркадио Карреры.
На выборах 2018 года партия поддержала кандидатуру бывшего министра и адвоката защиты Хуана Диего Кастро Фернандеса, набравшего 9 % голосов, хотя пути Кастро и партии разошлись вскоре после выборов.

## Идеология
По словам Муньоса, партия выступает против налогов, иммиграции, однополых браков и однополых гражданских союзов, но поддерживает государственную монополию на распределение топлива. Партия поддерживает государственный контроль над ценами на лекарства, которые в Коста-Рике не регулируются. Он также выступил против сокращения бюджета государственного здравоохранения на борьбу с раковыми заболеваниями. Член конгресса партии Патрисия Вильегас особенно известна своими усилиями по модернизации национального законодательства о ВИЧ-инфекции с целью продвижения прав ВИЧ-позитивных больных.

## Участие в выборах

### Президентские выборы
| Выборы | Кандидат                    | Голосов | %      | Место   | Результат |
| ------ | --------------------------- | ------- | ------ | ------- | --------- |
| 1998   | Вальтер Муньос Сеспедес     | 19 934  | 1,44 % | 4/12    | Поражение |
| 2002   | Вальтер Муньос Сеспедес     | 6 235   | 0,41 % | ▼ 6/12  | Поражение |
| 2006   | Вальтер Муньос Сеспедес     | 5 136   | 0,3 %  | ▼ 9/14  | Поражение |
| 2010   | Вальтер Муньос Сеспедес     | 3 198   | 0,17 % | ▬ 9/9   | Поражение |
| 2014   | Вальтер Муньос Сеспедес     | 3 042   | 0,15 % | ▼ 13/13 | Поражение |
| 2018   | Хуан Диего Кастро Фернандес | 205 602 | 9,54 % | ▲ 5/13  | Поражение |

### Парламентские выборы
| Выборы | Лидер                   | Голосов | %      | Мест    | +/-   | Место   | Положение                 |
| ------ | ----------------------- | ------- | ------ | ------- | ----- | ------- | ------------------------- |
| 1998   | Вальтер Муньос Сеспедес | 38 408  | 2,78 % | 1 из 57 | новая | 5/23    | Оппозиция                 |
| 2002   | Вальтер Муньос Сеспедес | 26 084  | 1,7 %  | 0 из 57 | ▼ 1   | ▼ 7/18  | Непарламентская оппозиция |
| 2006   | Вальтер Муньос Сеспедес | 12 945  | 0,8 %  | 0 из 57 | ▬     | ▼ 14/27 | Непарламентская оппозиция |
| 2010   | Вальтер Муньос Сеспедес | 14 643  | 0,8 %  | 0 из 57 | ▬     | ▲ 10/18 | Непарламентская оппозиция |
| 2014   | Вальтер Муньос Сеспедес | 11 307  | 0,55 % | 0 из 57 | ▬     | ▬ 14/21 | Непарламентская оппозиция |
| 2018   | Вальтер Муньос Сеспедес | 163 933 | 7,67 % | 4 из 57 | ▲ 4   | ▲ 5/21  | Оппозиция                 |